# Головей Тамара Ошерівна
Тамара Ошерівна Головей (нар. 19 вересня 1943, Учкурган) — радянська і білоруська шахістка, Майстер спорту СРСР з шахів (1966), міжнародний арбітр (1989), заслужений тренер Республіки Білорусь. Триразова чемпіонка Білоруської РСР з шахів (1965, 1969, 1976). У складі команди Білоруської РСР бронзова призерка 3-ї Спартакіади народів СРСР з шахів (1963).

## Життєпис
Вихованка тренера Або Шагаловича. У 1960-х і 1970-х роках була однією з найсильніших шахісток Білорусі. Тричі перемагала в чемпіонатах Білорусі з шахів серед жінок (1965, 1969, 1976).
Шість разів брала участь у фіналах чемпіонатів СРСР з шахів серед жінок (1965, 1966, 1967, 1968, 1969, 1974), у яких найкращий результат показала 1969 року, коли поділила 8-9-тe місця. 
Шість разів представляла команду Білоруської РСР у першостях СРСР між командами союзних республік з шахів (1960-1969, 1975-1979), у яких у 1962 році завоювала третє місце в особистому заліку, у 1963 була третьою в командному заліку, а 1967 року була другою в особистому заліку. Чотири рази представляла команди «Спартак» і «Буревісник» в розіграші командного Кубка СРСР з шахів (1966-1974), у яких 1968 року завоювала третє місце в командному заліку, а 1971 року посіла  друге місце в індивідуальному заліку
.
У 1965 році закінчила Білоруський політехнічний інститут (нині Білоруський національний технічний університет). З 1970 року працювала шаховим тренером в одній з дитячо-юнацьких спортивних шкіл Мінська.. Була першим тренером майбутніх гросмейстерів Бориса Гельфанда та Юрія Шульмана.
З 1999 року переїхала на постійне місце проживання до США (Чикаго), де продовжувала брати участь у шахових турнірах і була дитячим тренером з шахів.